# 簑田浩二
簑田 浩二（みのだ こうじ、1952年3月11日 - ）は、広島県廿日市市出身の元プロ野球選手（外野手）・コーチ。現在はプロゴルファー（ティーチングプロ）として活動している。
攻・走・守すべてに長けたオールラウンダーとして知られ、1983年にはトリプルスリーを達成している。

## 経歴

### プロ入り前
大竹高校では1969年夏の甲子園県予選準々決勝に進むが呉港高に敗退、甲子園には届かなかった。卒業後の1971年に三菱重工三原へ入社し、都市対抗野球大会には補強選手としての出場を含め4度出場した。1972年のドラフトでは当時、高校の先輩である広瀬叔功が主力選手として活躍していた南海ホークスから4位指名を受けるが、当時はプロ野球に興味がなく、自信もなかったことから入団を拒否。南海への入団拒否の背景には、戦力を失いたくない三菱重工三原側の慰留もあったとされる。1974年の都市対抗では左翼手として準々決勝に進むが、新日本製鐵八幡のエース萩野友康に抑えられ敗退。

### 現役時代
内外野をこなすユーティリティプレイヤーとして評価され、1975年のドラフト2位で阪急ブレーブスに入団。阪急のことは社会人時代から名が知られていた山口高志が入ったチームという程度しか知らず、広島出身でカープファンであった簑田にとっては同年の日本シリーズでその年リーグ初優勝を果たしたカープを倒したチームと言うことで、複雑な気持ちもあったという。また、22歳の時に社内結婚しており、阪急入団時には妻のお腹には子どもが宿っていた。
身体が小さいこともあり、入団時から野球選手として1つの面だけで優れているよりも、全ての面を兼ね備えていることを理想としていた。もともと内野手であったが、加藤秀司、ボビー・マルカーノ、大橋穣、森本潔（または森本とのトレードで中日ドラゴンズから移籍してきた島谷金二）と並ぶ内野陣に付け入る余地はなく、2年目の1977年には外野手に転向。しかし外野も大熊忠義、福本豊、バーニー・ウイリアムスらレギュラーの壁は厚く控えに甘んじていたが、ターニングポイントとなったのが2年目に巨人と対戦した日本シリーズ第4戦であった。
その試合では1点ビハインドの9回2死無走者の場面で四球で出塁した藤井栄治の代走で出場し、代打の高井保弘の場面で、浅野啓司-吉田孝司バッテリーの警戒の中、盗塁を成功させた（簑田自身は9回2死、代打高井の場面でバッテリーはさほど警戒していないと感じていた。また、監督の上田利治からは「チャンスがあれば初球から行け」と指示されていた）。その後、高井のレフト前ヒットで二塁から本塁に突入。高井が打った瞬間から三塁コーチの石井晶は腕を回していた。しかし、当の簑田本人は三塁に到達する前に既に本塁で刺されると思っており、実際本塁でのタイミングはアウトと思われていた。しかし、吉田のタッチをうまくかわして同点のホームインを成し遂げ、阪急の逆転勝利につなげた。このとき、阪急ベンチ全員が喜んでいる中で上田監督だけは「スタートが遅い。2死なんやからもっと思い切ってスタートを切れ」と注文を付けた。簑田にとっては野球の奥深さを考えさせられるきっかけになったという。また「あのプレーは運も良かった。レフトに（張本勲の）守備固めで入っていた二宮（至）の返球がすばらしく、ノーカットだったら完全にアウトだった。しかし、サードの高田（繁）さんが中継した返球が1メートル内側に逸れた。たぶん吉田さんもノーカットと叫んだはずだが、大歓声で聞こえなかったんじゃないか（吉田本人は「よし」と叫んだといい、やはり高田には聞こえていなかったであろうとの推測を語っている）。いろんな偶然が重なって僕がヒーローになったけど、もしアウトなら試合は負けていて、シリーズの流れも違ったものになっただろう。」とも語っており、それからは状況に応じて考えたプレーをするように心がけるようになったという。
翌1978年にはケガで離脱した大熊に代わり、2番打者、左翼手に定着。初めて規定打席に到達し、打率.307（リーグ7位）、61盗塁を記録。福本（70盗塁）に及ばず盗塁王のタイトルは獲得できなかったが、「福本さんとチームの中の役割が違うのだから当然」と語っている。
同年より8年連続でダイヤモンドグラブ賞を獲得。簑田は「最も気持ちよかったのは守備。特にホームで相手走者を刺すプレーは1点のプレーと言う意味ではホームランと同じ。自分がホームランを打つよりも快感だった。」と語っている。補殺が多かったことから強肩外野手のように評されることが多いが、簑田自身は「自分は遠投90メートルもいかないし、それほど強肩じゃない。バックホームで走者を刺すのにそんな強肩は必要ない。ホームからフェンスまで広いところでも100mちょっと、野手はそれよりも前で守っているし、特にこのような場面では普通よりも前で守る。基本的にカットマンを狙って投げるが、ワンバウンドでホームに届かせるには50mちょっと投げられれば十分」といい「それよりも重要なのは状況に応じて守備位置を考えること」と解説している。
1980年には31本塁打、39盗塁、31犠打を記録。この“30-30-30”は日本唯一。
1981年には右翼手にコンバートされ、背番号もウイリアムスの1を受け継ぐ。簑田は「レフトよりライトのほうが楽しかった。走者を三塁に進ませない返球など、プレーの幅が広がった。」と振り返っている。
1982年後期からは3番打者としての起用が中心となる。
1983年には打率.312（リーグ5位）、32本塁打、35盗塁を記録、中西太以来30年ぶり史上4人目のトリプルスリーを達成。甘いマスクが女性ファンにも人気を呼び、「打ってよし、守ってよし、走ってよし、顔もよし」とマスコミに報道されたこともある。この記録はオールスター前くらいに達成ペースにあることを番記者から言われ、中西以来30年ぶりの快挙と知り、強く意識したという。特に意識したのは盗塁で、当初は3番という立場で4番打者（水谷実雄、ブーマー・ウェルズ）の前でアウトになってはいけないという意識から盗塁は少なかったが、シーズン後半は意識して盗塁を増やし、達成した。なお、この年は守備面でも両リーグ最多の17補殺を記録した。
しかし、1985年の開幕9試合目となる4月17日の日本ハムファイターズ戦で頭部死球を受け長期離脱してからは怪我に泣かされる事が多くなる。翌1986年、4月30日のロッテ戦で自打球により左足脛骨の亀裂骨折の重傷を負い、一軍復帰が8月にまでずれ込んだ。この年、プロ入り初の盗塁ゼロに終わると、その後は急激に成績が低下していく。1987年は121試合に出場こそしたものの全盛期からは程遠い数字に終わる。
1988年、金銭トレードで読売ジャイアンツに移籍（背番号は2）。同年に開場した東京ドームに対応できる守備の名手として期待された。
1989年の日本一にも貢献。近鉄に怒涛の3連勝を決められ、後が無くなった第4戦で、不調の緒方耕一に代わり1番で起用され、初回に二塁打を放ち、三進後、浅いセンターフライでタッチをかいくぐり先制得点を挙げ流れを変えた。簑田のバッティング練習を見ていた桑田真澄は、「右の篠塚さんみたいだ」とその高い打撃技術を絶賛した。
1990年に津末英明とともにシーズン途中での現役引退を表明し、閉幕まで一軍打撃コーチ補佐や一塁ベースコーチを務めた。

### 現役引退後
引退後は巨人で一軍守備・走塁コーチ（1991年）→一軍総合コーチ（1992年）→一軍外野守備・走塁コーチ（1993年 - 1995年）を歴任し、1994年のリーグ優勝・日本一に貢献。
在任中は外野を初めて守ることになる素人同然の松井秀喜を打球の追い方から始まって捕球、送球、打球判断全般に至るまで一から指導し、後にゴールデングラブ賞を取れる選手にまで育て上げた。在任中は現役時代の原辰徳を唯一、怒鳴りつけることができる人で、10.8決戦ではサインミスをした原をベンチで一喝。長嶋一茂の起用法では「使ったほうが悪い」と長嶋茂雄監督の采配批判とも取れるコメントを口にし、大問題になったこともあった。
1995年に30億円補強をしたものの優勝を逃した責任を取らされる形で須藤豊ヘッドコーチと共に解任になり、球団事務所に赴くと日本テレビ・ラジオ日本解説者とスポーツ報知評論家を提案されたが断念、後に簑田は「読売系に世話になりたくないと思って。あとになって短気は損気だなと思いましたけど」と述べている。
退団後はテレビ東京解説者・デイリースポーツ評論家（1996年 - 2001年）を務め、現在はフリーの評論家として活躍する傍ら、日本インストラクタープロゴルフ協会認定プロゴルファーとして、浅草橋駅近くの「友愛ゴルフアカデミー」でレッスンを行っている。
退団後はフジテレビからも誘いを受けていたが、筋を通し、先に誘ってくれたテレビ東京の解説者となった。
東京スポーツに「セパ盟主の裏側を知る名手・簑田浩二」の自伝を掲載したこともあった。

## 逸話
- 現役時代に最も頭に来たのが自身に付けられたあだ名である。何かと制約の多い二番打者に定着した1978年にストレスから試合前に下痢をしてトイレに駆け込むことが多かった。オフに球団主催のゴルフコンペで選手たちを馬に見立てて、競走馬風のネーミングが付けられたが、簑田に付けられた馬名は「マンゲリホープ」。慢性下痢の期待株という意味だったが、「こりゃええわ!」とみんなに笑われ真っ赤になった簑田は「いったい誰がこんな名前をつけたんだ!」と激怒。球団職員の仕業だと分かったが、後に巨人にトレードに出された時も「球団と簑田が険悪な関係だった」と報じられ、その具体例として「マンゲリホープ」が引き合いに出されるほど有名になった[16]。1983年に阪急が客寄せのアイデアとして福本豊、バンプ・ウィルスと簑田の俊足トリオを競走馬と対決させるイベントを企画した[17][18]。配布された出馬表にはバンプ・ウィルスはそのままで、福本は「フクモトユタカ」なのに、簑田はまたも「マンゲリホープ」と書かれた[18]。腹を立てた簑田はここでも出馬を取り消している[16]。

## 詳細情報

### 年度別打撃成績
| 年 度      | 球 団      | 試 合 | 打 席 | 打 数 | 得 点 | 安 打 | 二 塁 打 | 三 塁 打 | 本 塁 打 | 塁 打 | 打 点 | 盗 塁 | 盗 塁 死 | 犠 打 | 犠 飛 | 四 球 | 敬 遠 | 死 球 | 三 振 | 併 殺 打 | 打 率 | 出 塁 率 | 長 打 率 | O P S |
| ---------- | ---------- | ----- | ----- | ----- | ----- | ----- | -------- | -------- | -------- | ----- | ----- | ----- | -------- | ----- | ----- | ----- | ----- | ----- | ----- | -------- | ----- | -------- | -------- | ----- |
| 1976       | 阪急       | 22    | 6     | 6     | 6     | 2     | 0        | 0        | 1        | 5     | 3     | 4     | 2        | 0     | 0     | 0     | 0     | 0     | 0     | 0        | .333  | .333     | .833     | 1.167 |
| 1977       | 阪急       | 86    | 84    | 74    | 21    | 20    | 5        | 1        | 1        | 30    | 7     | 7     | 5        | 3     | 0     | 6     | 0     | 1     | 14    | 0        | .270  | .333     | .405     | .739  |
| 1978       | 阪急       | 125   | 488   | 423   | 85    | 130   | 19       | 6        | 17       | 212   | 65    | 61    | 19       | 16    | 4     | 37    | 0     | 8     | 37    | 2        | .307  | .371     | .501     | .872  |
| 1979       | 阪急       | 125   | 532   | 436   | 69    | 123   | 24       | 9        | 9        | 192   | 51    | 33    | 13       | 18    | 4     | 61    | 0     | 13    | 65    | 4        | .282  | .383     | .440     | .824  |
| 1980       | 阪急       | 130   | 591   | 494   | 83    | 132   | 14       | 6        | 31       | 251   | 79    | 39    | 8        | 31    | 4     | 45    | 2     | 17    | 58    | 7        | .267  | .346     | .508     | .855  |
| 1981       | 阪急       | 116   | 494   | 432   | 66    | 123   | 20       | 0        | 10       | 173   | 40    | 26    | 6        | 22    | 3     | 33    | 1     | 4     | 41    | 8        | .285  | .339     | .400     | .739  |
| 1982       | 阪急       | 130   | 573   | 479   | 81    | 135   | 22       | 4        | 22       | 231   | 70    | 27    | 5        | 21    | 5     | 65    | 2     | 3     | 61    | 7        | .282  | .368     | .482     | .850  |
| 1983       | 阪急       | 127   | 539   | 445   | 95    | 139   | 19       | 2        | 32       | 258   | 92    | 35    | 4        | 7     | 9     | 72    | 1     | 6     | 49    | 6        | .312  | .408     | .580     | .988  |
| 1984       | 阪急       | 119   | 519   | 436   | 74    | 122   | 13       | 3        | 26       | 219   | 88    | 5     | 2        | 5     | 6     | 70    | 1     | 2     | 56    | 10       | .280  | .377     | .502     | .880  |
| 1985       | 阪急       | 105   | 462   | 389   | 69    | 108   | 25       | 0        | 24       | 205   | 80    | 9     | 3        | 3     | 5     | 64    | 4     | 1     | 65    | 7        | .278  | .377     | .527     | .904  |
| 1986       | 阪急       | 67    | 281   | 240   | 39    | 75    | 17       | 0        | 9        | 119   | 31    | 0     | 1        | 1     | 0     | 38    | 2     | 2     | 25    | 8        | .313  | .411     | .496     | .907  |
| 1987       | 阪急       | 121   | 469   | 424   | 47    | 102   | 21       | 0        | 13       | 162   | 50    | 3     | 2        | 3     | 4     | 35    | 2     | 3     | 63    | 11       | .241  | .300     | .382     | .683  |
| 1988       | 巨人       | 93    | 284   | 252   | 29    | 59    | 12       | 0        | 6        | 89    | 18    | 1     | 4        | 9     | 1     | 21    | 1     | 1     | 39    | 2        | .234  | .295     | .353     | .648  |
| 1989       | 巨人       | 37    | 63    | 54    | 8     | 13    | 0        | 0        | 2        | 19    | 3     | 0     | 0        | 0     | 0     | 9     | 1     | 0     | 10    | 1        | .241  | .349     | .352     | .701  |
| 1990       | 巨人       | 17    | 24    | 20    | 3     | 3     | 1        | 0        | 1        | 7     | 1     | 0     | 0        | 0     | 0     | 4     | 0     | 0     | 5     | 1        | .150  | .292     | .350     | .642  |
| 通算：15年 | 通算：15年 | 1420  | 5409  | 4604  | 775   | 1286  | 212      | 31       | 204      | 2172  | 678   | 250   | 74       | 139   | 45    | 560   | 17    | 61    | 588   | 74       | .279  | .362     | .472     | .834  |

- 各年度の太字はリーグ最高

### 表彰
- ベストナイン：3回 （外野手部門：1978年、1983年、1984年）
- ダイヤモンドグラブ賞：8回 （外野手部門：1978年 - 1985年）
- オールスターゲームMVP：2回 （1978年第2戦、1984年第1戦）
- ジュニアオールスターゲームMVP：1回 （1976年）

### 記録
初記録
- 初出場：1976年4月3日、対近鉄バファローズ前期1回戦（阪急西宮球場）、2回裏に正垣宏倫の代走として出場
- 初盗塁：1976年4月10日、対ロッテオリオンズ前期1回戦（宮城球場）、8回表に二盗（投手：佐藤博正、捕手：榊親一）
- 初安打・初本塁打・初打点：1976年10月4日、対日本ハムファイターズ後期13回戦（後楽園球場）、8回表に村上雅則から2ラン
- 初先発出場：1976年10月7日、対南海ホークス後期13回戦（大阪球場）、9番・中堅手として先発出場

節目の記録
- 100本塁打：1983年5月15日、対南海ホークス6回戦（阪急西宮球場）、6回裏に大坪幸夫からソロ ※史上124人目
- 150本塁打：1985年4月6日、対南海ホークス1回戦（阪急西宮球場）、1回裏に山内孝徳から左中間ソロ ※史上74人目
- 1000試合出場：1985年6月2日、対西武ライオンズ10回戦（高知市野球場）、3番・右翼手として先発出場 ※史上253人目
- 1000安打：1985年8月24日、対近鉄バファローズ18回戦（ナゴヤ球場）、9回表に鈴木康二朗から左翼線適時二塁打 ※史上143人目
- 200本塁打：1988年6月30日、対阪神タイガース12回戦（阪神甲子園球場）、2回表に久保康生から左中間満塁 ※史上55人目

その他の記録
- トリプルスリー：1回（1983年）

オールスターでの記録
- オールスターゲーム出場：4回 （1978年、1983年 - 1985年）
- 本盗：1978年第2戦（7月23日、阪神甲子園球場） ※重盗、史上初[19]

### 背番号
- 24 （1976年 - 1980年）
- 1 （1981年 - 1987年）
- 2 （1988年 - 1990年）
- 71 （1991年 - 1995年）

## 関連情報

### 出演

#### テレビ番組
- 全力闘球 - 出演していたテレビ東京のプロ野球中継の現行タイトル。
- スポーツTODAY